# Juan de Dios Ramírez Perales
Juan de Dios Ramírez Perales, apelidado El Capi (Cidade do México, 8 de março de 1969) é um ex-futebolista mexicano que jogava como zagueiro.

## Carreira
Em 14 anos de carreira profissional, iniciada em 1988 no Pumas UNAM, foi neste clube que Perales destacou-se, atuando em 155 jogos na primeira passagem. Atuou também por Monterrey, Toros Neza, Atlante e Chivas, voltando ao Pumas em 2001.
Após disputar 6 jogos pelo Deportivo Irapuato, El Capi assinou com o Veracruz em 2002, jogando 2 partidas antes da aposentadoria, aos 33 anos. O único gol de sua carreira foi na campanha do título do Pumas, na temporada 1990-91.

## Seleção Mexicana
Pela Seleção Mexicana, Perales disputou 4 partidas na Copa de 1994. Disputou também duas edições da Copa América (1993 e 1995) e a Copa Ouro da CONCACAF de 1993, na qual La Tri foi campeã.
Entre 1991 e 1995, o zagueiro atuou em 49 jogos pela Seleção, não marcando nenhum gol.

## Links
- Juan de Dios Ramírez Perales em National-Football-Teams.com